# Elixir (группа)
Elixir — британская хеви-метал-группа, образованная Стивом Бентли, Кевином Доббсом, Найджел Доббсом и Филом Дентоном в ноябре 1983 года. Связана с новой волной британского хеви-метала.

## История

### 1983—1990
Во время первых репетиций названиями группы были «Purgatory» и «Hellfire», но участники окончательно определились на «Elixir». Согласно биографии на сайте группы, название было выбрано Стивом Бентли, который, закрыв глаза, ткнул пальцем на случайное слово в словаре. Первой вокалисткой стала певица Салли Пайк, но после записи одного демоальбома из четырёх песен и двух концертов, она ушла из группы в конце года. В 1984 году Пайк была заменена Полом Тейлором, а позже в том же году гитарист Норман Гордон присоединился к группе, чтобы заполнить вакантное место, оставленное Стивом Бентли, который ушёл после того, как группа завершила свою вторую демозапись.
В 1985 году Elixir выпустил свой дебютный сингл «Treachery (Ride like the Wind)» / «Winds of Time». Этот сингл был оценен Ронни Джеймсом Дио в Kerrang! (№ 99) и получил хорошие оценки.
В 1986 году группа записала свой первый альбом The Son of Odin. В выпуске 137 (ноябрь 2005 г.) журнала Terrorizer альбом был включен в топ-20 пауэр-металлических альбомов всех времён, наряду с Painkiller Judas Priest, Keeper of the Seven Keys Part II Helloween и King of the Dead Cirith Ungol.
В 1988 году группа записала свой второй альбом, первоначально названный Sovereign Remedy, с Марком Уайтом на бас-гитаре и бывшим барабанщиком Iron Maiden Клайвом Барром. Стив Хьюз заменил Барра на концертах 1989 года. В конце года Фил Дентон покинул группу и был заменен Леоном Лоусоном на несколько концертов, после чего группа надолго прекратила деятельность. Их второй альбом был выпущен лейблом Sonic как Lethal Potion в 1990 году. В 2004 году альбом был переиздан лейблом TPL как Sovereign Remedy, как это предполагалось изначально, со всеми треками, оригинальными миксами и в новом оформлении.

### 2001—2012
В 2001 году группа воссоединилась (в составе: Пол Тейлор, Фил Дентон, Норман Гордон, Кевин Доббс и Найджел Доббс) и в 2003 году записала свой третий альбом The Idol, который был составлен из материала группы, написанного в 1980-х годах. С ростом популярности группа гастролировала по разным странам, таких как Греция, Германия и США.
В 2006 году группа записала свой четвёртый альбом Mindcreeper, который был выпущен Majestic Rock.
Elixir выпустили свой последний альбом All Hallows Eve 31 октября 2010 года на собственном лейбле CTR.
В период между 2006 и 2012 годами Elixir были организованы шесть фестивалей British Steel Festival, где они появлялись на каждом выступлении. Начиная с 2008 года фестиваль проходил в Camden Underworld.
Группа была снова расформирована в 2012 году, — Пол Тейлор и Фил Дентон занимаются новой группой Midnight Messiah.
В 2019 году группа вновь  воссоединилась. Новый альбом Voyage of the Eagle и его релиз состоятся 27 марта 2020 года.

## Дискография

### Студийные
- The Son of Odin (1986)
- Lethal Potion (1990)
- The Idol (2003)
- Mindcreeper (2006)
- All Hallows Eve (2010)
- Voyage of the Eagle (2020)

### Live
- Elixir Live (2006)

### Синглы
- Treachery (1985)
- Knocking on the Gates of Hell (2006)

### Альтернативные издания
- Sovereign Remedy (2004)